# One of Us (Ava Max)
One of Us è un singolo della cantante statunitense Ava Max, pubblicato il 12 gennaio 2023 come quinto estratto dal secondo album in studio Diamonds & Dancefloors.

## Descrizione
Il brano affronta il tema del disequilibrio e del declino in una relazione, con la cantante che esprime quanto ella farebbe di tutto per il proprio partner e quanto questi sia invece disinteressato e distante. Dal punto di vista musicale, la canzone è stata descritta come «esplosiva» e ricca di sonorità synth pop, con l'interprete che fa anche uso del suo registro di fischio nel segmento conclusivo della traccia.

## Tracce
Testi e musiche di Amanda Ava Koci, Henry Walter, Mathew James Burns, Caroline Ailin e Leland.
1. One of Us – 2:58

## Classifiche
| Classifica (2023) | Posizione massima |
| ----------------- | ----------------- |
| Ungheria          | 8                 |